# Baptisti
Baptisti su obitelj kršćanskih slobodnih evanđeoskih crkava. Njihova posebna značajka je krštenje na temelju osobne vjere u Isusa Krista.

## Etimologija
Riječ baptist dolazi od grčke riječi "baptizein" ili "baptizo" koja znači "uroniti" ili "uronjenje" iz čega se izvodi značenje "krstiti".

## Rasprostranjenost

### Opći pregled
U oko 160 država postoje baptističke crkve s oko 47,5 milijuna članova. Od toga broja 16 milijuna baptista živi u SAD-u. Većina nacionalnih baptističkih saveza članice su Svjetskog baptističkog saveza. Značajnije iznimke su Sjevernoamerički "Savez južnih baptista" s oko 16 milijuna krštenih članova te povratničke zajednice rusko-njemačkih baptista s oko 350.000 članova. Broj baptista se je od 1905. usedmerostručio. Najjače grupe baptista nalaze se u Sjedinjenim Državama, zemljama bivšeg Sovjetskog saveza te u Brazilu, Burmi i Indiji. Službeno ime hrvatskog saveza baptista je "Savez baptističkih crkava u Republici Hrvatskoj", a osnovan je 1991. godine nakon raspada SFRJ. Savez je sačinjen od pedesetak lokalnih zajednica s oko 2000 krštenih članova.

### Statistička usporedba 1958. i 2004.
| Regija                                     | Članova 1958 (1)               | Članova 2004 (2)      | Lokalnih zajednica 2004 |
| ------------------------------------------ | ------------------------------ | --------------------- | ----------------------- |
| Afrika                                     | 279 241                        | 6 126 307             | 25 389                  |
| Azija / Australija                         | 769 875                        | 4 718 530             | 25 937                  |
| Europa                                     | 1 142 127                      | 793 507               | 12 973                  |
| Srednja Amerika i zapadna Indija           | 104 829                        | 465 538               | 4 188                   |
| Sjeverna Amerika                           | 19 804 632                     | 17 901 569            | 61 817                  |
| Southern Baptist Convention(SBC) (USA) (3) | (uključeno u Sjeverna Amerika) | 16 053 006            | -                       |
| Južna Amerika                              | 146 988                        | 1 447 745             | 10 126                  |
| Ukupno                                     | 22 247 692                     | 47 512 077(incl. SBC) | ca. 210 000             |

1 Izvor statistike 1958: J.D. Hughey, aaO, S. 140ff
2 Izvor statistike 2004: Službena statistika Svjetskog baptističkog saveza (BWA)  Arhivirana inačica izvorne stranice od 4. kolovoza 2009. (Wayback Machine)
3 od listopada 2004 više nije član BWA.

## Učenje
Bitna značajka baptista je, kako od njihovih samih početaka, tako i danas, odbijanje krštenja djece, koje po njihovom shvaćanju nije u skladu s Biblijom. Umjesto toga se baptisti daju krstiti u svjesnoj dobi, kada su sposobni sami odlučivati. Ne krste se samo odrasli, već i adolescenti. Stoga baptisti govore radije o krštenju po vjeri nego o krštenju odraslih.
Jedinstveno baptističko vjerovanje ne postoji. Međutim oko sljedećih principa vlada veliki konsenzus među baptistima:
- Za učenje, vjeru i život je Biblija jedini autoritet.
- Najveća zapovjed je ljubav prema bližnjemu kako ju je Isus ustanovio. Iz toga logički slijede sve druge zapovijedi. Tko ljubi svoga bližnjega, ne pokrada ili ubija ga.
- Propovijedanje budi, jača i ispravlja vjeru pojedinca i traži njegov odgovor. Propovjedanje Evanđelja je pretpostavka za to da čovjek uzvjeruje. Onoga tko je uzvjerovao u Isusa Krista poziva se da se na temelju vlastitog svjedočanstva dade krstiti.
- Ne  krštenje, već vjera u Boga kao Oca, Sina i Duha Svetoga odlučuje o spasenju.
- Lokalna crkva vjerujućih brine se o Božjoj Riječi te o znakovima koje je Isus Krist ustanovio: krštenju i Večeri Gospodnjoj. Lokalna crkva zadužuje svoje članove za ove zadatke.
- Temelj je svećenstvo svih vjerujućih. Sve radnje, čak i krštenje, Večera Gospodnja i propovijed mogu biti izvršene od strane bilog kojeg člana crkve.
- Večera Gospodnja se slavi jednom mjesečno kao sjećanje.
- Baptisti vide evangelizaciju kao najvažniju zadaću, kako pojedinaca, tako i regionalnih i nacionalnih saveza.
- Baptisti se širom svijeta zauzimaju za vjersku slobodu svakog čovjeka. Državu i crkvu treba odvojiti. Niti jedna se vjerska zajednica od strane države ne smije favorizirati.

Teologija baptista je uobičajeno evanđeoska. Mogu se uočiti utjecaji Kalvinizma, pokreta probuđenja, puritanizma (u anglosaksonskom prostoru) i pijetizma (u njemačkom govornom području). Međutim, između pojedinih baptističkih saveza kao i pojedinih lokalnih crkava mogu postojati značajne razlike.

## Bogoslužje i praksa
Oblikovanje bogoslužja nije podložno nekoj određenoj liturgiji, dakle, svaka ga zajednica oblikuje na svoj način. Ipak, propovijedanje Božje Riječi je najvažnije. Najčešće se Bogoslužje dijeli na uvodni dio, kojeg oblikuju članovi crkve i/ili grupe te na dio propovijedanja. Propovijed svakako može biti držana i od laika, iako se u danas radije pribjegava školovanim pastorima. Glazba je često moderna. Mnoge su zajednice karizmatske. Važan je element bogoslužja zajednička molitva, u kojoj se svaki posjetitelj bogoslužja ima mogućnost uključiti. U rijetkim se zajednicama prakticira molitva u jezicima. Za djecu se paralelno uz bogoslužje organizira nedjeljna škola.
Krštenje se vrši potpunim uranjanjem. Za krštenje postoji u većini baptističkih crkava krstionica. Mnoge crkve rado vrše krštenje i u rijekama, jezerima i morima. Uglavnom se jedino krštenjem na temelju osobne vjere može postati članom baptističke crkve, međutim ono ne mora nužno biti izvršeno od neke baptističke crkve.
Večera Gospodnja naglašava zajedništvo vjernih, međusobno i s Isusom Kristom. Pozvani su svi koji su s Bogom i ljudima po Isusu Kristu izmireni. Vrijedi biblijsko upozorenje: "Neka svatko ispita samog sebe te onda jede od kruha i pije iz kaleža." (1. poslanica Korinćanima 11). Najčešće se tanjuri s lomljenim kruhom te kaleži s vinom šalju kroz redove. Često se iz obzira prema ovisnicima koristi sok od grožđa umjesto vina. Prakticiraju se i druge forme Večere Gospodnje.
Baptistima vanjska forma bogoslužja nije toliko važna kao intenzivno zajedništvo s drugim članovima zajednice i Isusom. Stoga je u mnogim crkvama zajednička kava poslije bogoslužja ili čak zajednički ručak postala gotovo obligacija.
Gosti su, isključujući Godišnju skupštinu crkve gdje se odlučuje o svim važnim pitanjima života crkve, dobrodošli na sva događanja u crkvi.
Kao mjesta osobnih susreta postoje kućne grupe. One se sastoje od 8 do 10 osoba i sastaju se redovito (najčešće tjedno ili dvotjedno). Važno je pri tome osobna uključenost u životima drugih članova te zajednički rast u vjeri. Ovdje snažno do izražaja dolazi svećenstvo svih vjernih.

## Organizacija
Baptističke su crkve kongregacijski organizirane, to znači da su pojedine crkve autonomne. Na regionalnoj, nacionalnoj i međunarodnoj razini se međutim u pravilu udružuju u radne zajednice, udruženja i saveze. Međutim lokalna zajednica po shvaćanju baptista, ima odlučujuću ulogu. Često u jednom gradu postoji više baptističkih crkava koji iz povijesnih, etničkih, teoloških ili praktičnih razloga pripadaju različitim nacionalnim ili međunarodnim savezima. 
Pojedine crkve financiraju se isključivo kroz dobrovoljne priloge i priloge članova. 

## Povijest
I u okviru Reformacije su postojale skupine koje su krštavale samo ljude koji su se prethodno obratili. To su bili tzv. Anabaptisti koji su pripadali "lijevom" krilu Reformacije. Reformatori su se s tadašnjim anabaptistima intenzivno razilazili. Iz toga pokreta proizašle su skupine poput Menonita.
Na britanskim otocima razvila se jedna zasebna Reformacija. 1529. je u Engleskoj pod Henryjem VIII. došlo do odvojenja od rimokatoličke crkve i osnivanja nacionalne anglikanske crkve. Nakon Henryjeve smrti i ovdje je utjecaj kontinentalne Reformacije postao primjetan.
Na baptiste je snažno utjecao ovaj razvoj događaja. Međutim ne smije ih se promatrati kao dio europske kontinentalne ili kao dio engleske reformacije, a niti kao dio reformacijskih "anabaptista". Povijest baptista počinje tek oko 100 godina kasnije. Njihovi počeci nisu potpuno razjašnjeni. 
Glavna crta razvoja dala bi se prikazati na ovaj način:

### Nizozemska, Ujedinjeno Kraljevsto te Azija i Afrika
Iseljenici, koji su u Ujedinjenom kraljevstvu na temelju svoga nonkonformističkog uvjerenja bili proganjani, osnovali su 1609. u Amsterdamu prvu samostalnu na krštenju temeljenu zajednicu pod vodstvom Johna Smytha.
Jedna mala skupina iz te zajednice se je pod vodstvom odvjetnika Thomasa Helwysa 1611. vratila u Englesku te postala rasadnik baptističkog pokreta u Ujedinjenom kraljevstvu. Helwys se je prije svega spisateljski zalagao za vjersku slobodu, što mu je donijelo zatvor i kasnije smrt. Već 1644. je samo u Londonu, usprkos progona, bilo sedam baptističkih crkava. Baptističke crkve u Engleskoj i Walesu su se u tome razdoblju razdvojile na "Particular Baptists" koje su prihvatile Calvinističku predestinaciju i arminianističke "General Baptists". Ta je dioba trajala do 1833. godine. Do 1689. je u Ujedinjenom kraljevstvu došlo do jakog rasta britanskih baptista. Tek je s općom vjerskom slobodom došlo do stanovite stagnacije koja je međutim kroz utjecaj metodističkog probuđenja kroz Johna Wesleyja bila prebrođena.
Kroz "Particular Baptist Missionary Society", misijsko društvo koje je osnovao William Carey, baptistički je pokret 1792. našao svoj put u Aziju i Afriku, gdje je kroz angažman baptističkih misionara 1838. došlo do ukidanja ropstva unutar britanskih kolonija.

### Sjedinjene Države
Pored Ujedinjenog kraljevstva, Sjedinjene Američke Države su bile još jedna ishodišna točka baptističkog pokreta. U Rhode Islandu je 1639. pod vodstvom Roger Williamsa osnovana prva baptistička crkva. Pogotovo od 18. stoljeća su tamošnje zajednice doživjele veliki rast, među ostalim zbog svog beskompromisnog držanja prema trgovini robljem. Međutim južni baptisti su to vidjeli posve drukčije. Iako su i bijelci i crnci bili pretežno baptisti, crkve su do 1960-tih bile gotovo potpuno rasno odvojene, a djelomično su to i danas. Na jugu SAD-a su Baptisti do danas dominantna vjerska skupina. Southern Baptist Convention (SBC) je najveća protestanska Denominacija u SAD-u. Baptisti su, nakon katolika, drugi po brojnosti u Sjedinjenim državama
Savezne države s najvećim udjelom baptista u stanovništvu

Mississippi     55.00%

Alabama 	    51.40%

Georgia 	    50.80%

Sjeverna Karolina  47.10%

Washington46.80%

Južna Karolina  46.50%

Tennessee 	    43.00%

Kentucky 	    42.50%

Arkansas 	    42.40%

Oklahoma 	    32.60%

Teksas 	    32.00%

Virginia 	    31.20%

Zapadna Virginia   29.30%

Louisiana 	    29.20%

Missouri 	    24.90%

Florida 	    22.20%

Maryland 	    17.40%

Indiana 	    16.50%

Kansas 	    16.40%

Michigan 	    15.70%

(Stanje:1990)

### Njemačka i kontinentalna Europa
U 19. stoljeću se je baptizam opet vration u kontinentalnu Europu. Hamburški trgovac Johann Gerhard Oncken se je na putovanju u Englesku, u jednoj metodističkoj crkvi obratio. Kada se je vratio u Njemačku došao je u kontakt s jednim američkim baptističkim teologom koji ga je krstio na osnovi vjere. Oncken je 23. travnja 1834. osnovao prvu crkvu u Hamburgu, koja je postala rasadnikom mnogih baptističkih crkava diljem kontinenta.

### Hrvatska
Iako je i prije bilo pojedinačnih baptista na području Hrvatske, značajniji rast te osnutak više crkava dogodio se u 20-tim i 30-tim godinama 20. stoljeća pod vodstvom Vinka Vaceka u Zagrebu i Jove Jekića na području Banovine, koji su se s baptizmom upoznali u Americi, te Alekse Novaka u Međimurju, koji se susreo s baptizmom u Bačkom Petrovcu (Vojvodina).
Najstarija baptistička crkva se nalazi u selu Mačkovec u Međimurju. Sagrađena je 1926. godine. 1991. godine je osnovan Savez baptističkih crkava u Republici Hrvatskoj čiji je prvi predsjednik bio dr. Branko Lovrec. U Hrvatskoj danas ima oko 2.000 krštenih članova, a šira baptistička obitelj, koja uključuje djecu, redovite posjetitelje i prijatelje, broji oko 3.000 ljudi.
Prema dokumentima u Župnoj RKC u Cerni postoji pisani trag da su Baptisti (više obitelji) postojali u Cerni još oko 1700., te su prakticirali Baptističko bogoštovlje po kućama vjernika. Baptistički Molitveni Dom (u centru sela) sagrađen je 1937/8.g. Istraživanje je napravila prof. Vratarić Verica iz Cerne.[nedostaje izvor]

## Vjerska sloboda
Baptisti su od početka bili angažirani zastupnici slobode misli, savjesti i vjere. Prvo baptističko vjersko svjedočanstvo iz 1610. objašnjava da Isus Krist "nije spojio svjetsku vlast sa svojom crkvom."
1639. je u koloniji Rhode Island koja je bila naseljena baptistima — kao prvoj zemlji na svijetu — bila garantirana potpuna vjerska sloboda.
Pored kvekera se baptisti 1777. zauzimaju za uvrštenje vjerske slobode u ustav Sjedinjenih Država. 

## Značajni baptisti
- Teolozi
  - Thomas Helwys
  - Roger Williams
  - John Bunyan
  - Charles Haddon Spurgeon, engleski baptistički propovjednik i pisac
  - Martin Luther King,
  - Jesse Jackson, Američki borac za ljudska prava, osnivač Rainbow Coalition
  - Harvey Cox, Teolog
  - Hans Luckey, Teolog
  - Rudolf Thaut, Teolog
  - Billy Graham, svjetski poznat evangelizator
  - August Rauschenbusch, njemačko-američki teolog
  - Walter Rauschenbusch, Osnivač "Socijalnog evanđelja" (social gospel)
  - John Piper, pastor baptističke crkve u Americi, autor mnogih knjiga i dr. teologije

- Političari
  - Abraham Lincoln, 16. predsjednik SAD-a
  - Harry S. Truman, 33. predsjednik SAD-a
  - Jimmy Carter, 39. predsjednik SAD-a
  - Bill Clinton, 42. predsjednik SAD-a
  - Levy Mwanawasa, predsjednik Zambije

- Umjetnici i pisci
  - Brian Littrell, pjevač
  - Aaron Carter, pjevač
  - Britney Spears,pop pjevačica
  - Johnny Cash, country-pjevač
  - Thomas A. Dorsey, gospel, soul, i blues pjevač, pianist
  - Aretha Franklin, gospel, soul, und blues pjevačica
  - John Grisham, pisac
  - Mahalia Jackson, gospel pjevačica
  - Otis Redding, soul pjevač
  - Liz Mitchell, gospel pjevačica

- Ostali
  - John D. Rockefeller, Američki industrijalac
  - Peter C. Dienel, teolog i sociolog

## Vanjske poveznice
- (hrv.) Savez baptističkih crkava